# Hendrik Marsman
Hendrik Marsman (Zeist, 30 september 1899 – Golf van Biskaje, 21 juni 1940) was een Nederlands dichter, vertaler en literair criticus.

## Biografie

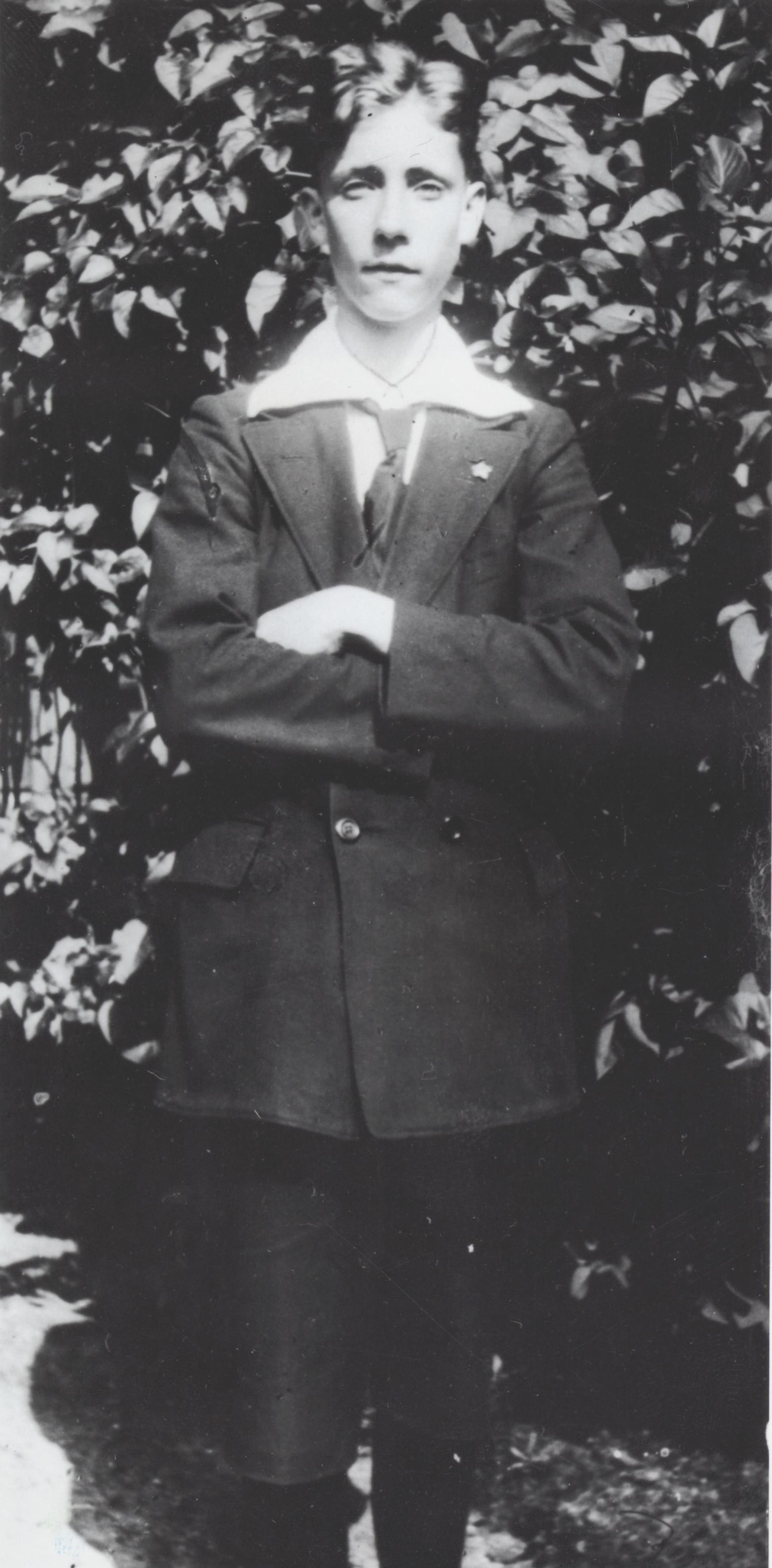
Jeugdfoto van Marsman (1914)

De vader van Hendrik Marsman was boekhandelaar te Zeist. Zijn moeder was voor haar huwelijk onderwijzeres. Op zijn zesde jaar bezocht Marsman de lagere school van de Broedergemeente, een gemeenschap van herrnhutters die zich in 1745 met toestemming van de Heer van Zeist, Cornelis Schellinger, in de tuinen van Slot Zeist gevestigd hadden. Hendrik werd echter conform de familietraditie Nederlands Hervormd opgevoed. Zijn zwakke gezondheid (hij had een longaandoening en was ook in geringe mate epileptisch) deed hem in zijn studietijd drie jaar verliezen en verhinderde hem bovendien een stuurmansopleiding te volgen.
Hij was graag zeeofficier geworden, zoals een van zijn twee jongere broers. Na zijn middelbare schoolopleiding en aanvullend staatsexamen, ving hij de rechtenstudie aan te Leiden en vervolgde die in Utrecht. Marsman was van 1929 tot 1933 in Utrecht gevestigd als advocaat. 
Reeds in zijn studentenjaren debuteerde hij als dichter. Na 1935 gaf hij zijn praktijk op om zich geheel aan de letterkunde te wijden.
In 1929 huwde hij Rien (Rina Louiza) Barendregt, een Rotterdamse onderwijzeres, die een bijzondere belangstelling voor de Nederlandse letterkunde had.
Hij reisde veel en woonde veelal in het buitenland. In Zwitserland, maar vooral in Frankrijk. In 1925 en van 1929 tot en met 1931 was Marsman redacteur van De Vrije Bladen, waarin hij verschillende literaire manifesten publiceerde. Daarna publiceerde hij voornamelijk in het vernieuwende literaire tijdschrift Forum. Nog later werd hij literatuurcriticus van de Nieuwe Rotterdamsche Courant. Marsman was bevriend met de schrijvers Menno ter Braak en Edgar du Perron, die hij waardeerde, hoewel hij het niet in alles met hen eens was. Zijn kosmopolitische instelling vond een afspiegeling in de vele reizen die hij ondernam, eerst naar Duitsland. Later vooral door Zuid-Europa, waar de natuur zijn onrustige karakter een verstilde tegenkracht bood. Al vroeg nam hij afstand van zijn orthodox-protestantse achtergrond en voelde hij zich aangetrokken tot het katholicisme. Hij onderhield goede betrekkingen met Anton van Duinkerken, de representant van de katholieke literaire jongeren en publiceerde ook in het katholieke literaire tijdschrift De Gemeenschap. Van 1936 tot 1940 woonde Marsman in Frankrijk.
In het voorjaar van 1939 was Marsman voor de laatste maal in Nederland, waar hij ondertussen als de belangrijkste van de jonge dichters werd gewaardeerd. De Tweede Wereldoorlog verraste hem in Zuid-Frankrijk. Na de Duitse inval in het westen in 1940 vluchtte hij met zijn vrouw naar het Zuid-Engelse Falmouth op het schip de Berenice. Hij vond op 21 juni 1940 de dood, toen het schip in de Golf van Biskaje, vlak onder Belle-Île-en-Mer, na een explosie verging. Of het schip getorpedeerd werd door een U-boot of door een andere oorzaak ten onder ging, is niet duidelijk. De acht overlevenden, de kapitein, die kort daarna overleed, zes bemanningsleden en Rien Marsman waren op het moment van de explosie als enigen aan dek.
Toen het bericht van Marsmans dood op de radio werd meegedeeld, heeft men dat zijn vader niet meer verteld. Deze was ernstig ziek en overleed op 24 juli 1940. Tegen de achtergrond van deze feiten krijgt het gedicht De Overtocht (uit 1926), dat over een dergelijk gegeven handelt, wel een huiveringwekkende 'tweede' dimensie. Niet alleen de titel, ook de twee eerste strofen komen frappant overeen met Marsmans laatste reis.
Op 26 september 2021 werd bij het graf van Marsmans ouders, bij gebrek aan een eigen graf, op begraafplaats Zeister Bosrust  een gedenkbord onthuld. De QR-code op dit bord linkt naar uitgebreide informatie over hem op het Geheugen van Zeist.

## Stijl

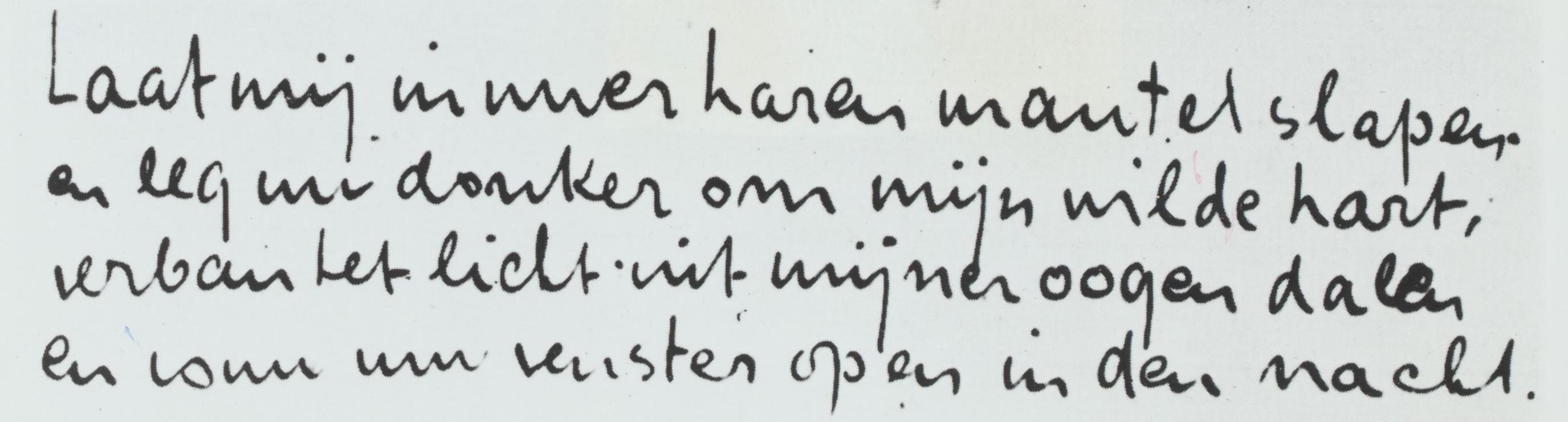
Handschrift van het gedicht Invocatio

Marsman behoorde lange tijd tot de stroming van het vitalisme, maar nam daarvan in de jaren dertig afstand. Hij geldt voorts als de belangrijkste Nederlandse vertegenwoordiger van het expressionisme in de vooroorlogse poëzie. Marsmans stijl is expressionistisch, maar verraadt ook een zekere invloed van het futurisme.
Marsman verafschuwde de Nederlandse bekrompenheid. Hij zei ooit: "Holland is en blijft een ellende. Wie hier op de grond stampt, zakt weg in de modder". Hij bewonderde de Duitse filosoof Friedrich Nietzsche en diens boek Also sprach Zarathustra, dat hij samen met Pieter Endt ook in het Nederlands vertaalde. Korte tijd voelde hij zich aangetrokken tot het fascisme, maar toen hij zag waartoe het leidde in Duitsland, werd hij een fel tegenstander en principieel bestrijder ervan.
In de jaren dertig maakte zijn vitalistische werk plaats voor een veel traditioneler en realistischer poëzie. Het gedicht Herinnering aan Holland (1936) is na de oorlog tot de bekendste Nederlandse gedichten gaan behoren. Aan het eind van de twintigste eeuw werd het verkozen tot het Nederlandse Gedicht van de eeuw. Vooral het eerste gedeelte is zeer bekend:
Denkend aan Holland,

zie ik breede rivieren

traag door oneindig

laagland gaan.

## Dichterschap

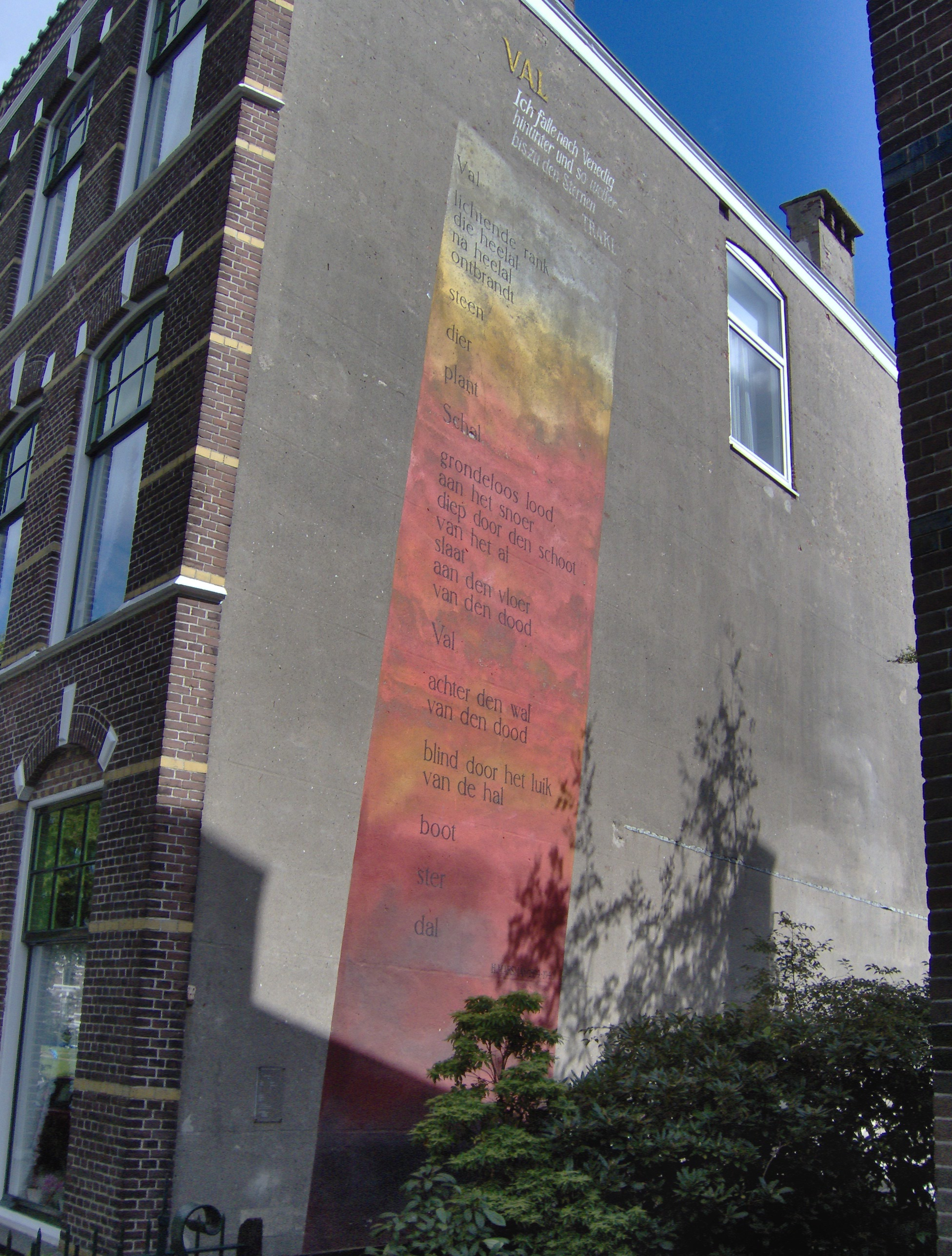
Marsmans gedicht Val op een muur in Leiden

Marsmans betekenis als dichter is onbetwist; hij geldt als de belangrijkste Nederlandse vertegenwoordiger van het expressionisme en het vitalisme, waarin een intuïtieve en vitale levenshouding wordt uitgedragen. Marsman was ook een van de weinige vooroorlogse Nederlandse dichters in wier werk het breekpunt van de Eerste Wereldoorlog in volle omvang doorklinkt. Persoonlijke vitaliteit diende het antwoord te zijn op de dood en ontreddering, die de 'oude wereld' van de negentiende eeuw, met haar meer en meer gekunstelde vooruitgangsoptimisme, definitief ten grave hadden gedragen. Ook klinkt de invloed van vitalistische filosofen als Nietzsche en Bergson door in zijn werk.
Marsman onderging in zijn begintijd als dichter invloed van de Vlamingen Wies Moens en Paul van Ostaijen, van vroege Duitse expressionisten als Georg Trakl en vooral van de Nederlandse dichter Herman van den Bergh, die met zijn bundel De Boog' uit 1917 bewust afstand had gedaan van de geijkte schoonheidsidealen van de Tachtigers. Ook werd hij in zijn begintijd beïnvloed door de expressionistische en kubistische schilderkunst.
In zijn vroege periode stelde Marsman de directe verbeelding in de plaats van de meer dan eens gekunstelde als-vergelijkingen van de Tachtigers. Zijn verzen uit deze tijd vertonen verder een grote afwisseling in ritme, corresponderend met de verschillende dichterlijke gevoelsuitstortingen, getuige bijvoorbeeld zijn gedicht Einde:
Terzij de horde

nooit gleed een bloemsignaal

tegen de steilte van mijn schemernacht,

waar ik, gewelfd over de rand der ruimte,

den geur der eeuwen puur uit de bokaal der lucht

en zelve drijf, een late, smalle bloem,

op den verloomden maatslag van den tijd.
De volgende periode in zijn dichterschap, van ongeveer 1928 tot 1933, kenmerkte Marsman zelf als een periode van zoeken. Hierin uitte zich steeds meer teleurstelling over zijn gebrek aan weerklank bij de nieuwe generatie, en, vooral, een toenemende angst voor de dood. Dat juist een vitalist zoveel over de dood dichtte, is begrijpelijk. Het extreme vitalisme dat zich van geest en ziel heeft losgemaakt, heeft geen antwoord op de dood. Die moet als 'het volkomen andere' wel als zinloos worden ervaren. Het antwoord van Marsman luidde uiteindelijk: "creativiteit en scheppend vermogen, waardoor de geest weer gevitaliseerd raakt en een verbinding ontstaat tussen het geestelijk leven van de mens en zijn bestaan in de wereld. De geest is niet slechts een functie van het leven, maar wordt dankzij het creatieve momentum, zelf de hoogste uitdrukking daarvan."
Verwonderlijk is het niet, dat Marsman met deze instelling aansluiting vond en zocht bij de schrijvers rond het tijdschrift Forum, vooral bij Simon Vestdijk en Menno ter Braak. Net als zij zag Marsman de subjectieve persoonlijkheid van de scheppende kunstenaar als een belangrijk criterium om de betekenis van diens werk te bevatten. In deze zin schreef Marsman kritieken op hoog niveau over onder anderen Henriëtte Roland Holst, Franz Kafka, Hendrik de Vries, J. Slauerhoff en E. du Perron, en schreef hij een boek over de tachtiger-dichter Herman Gorter. Wel bleven er verschillen bestaan, vooral waar Marsman sterk op zoek was naar de beleving van het 'objectieve' creatieve moment, speciaal in de prosodische vorm van het kunstwerk. Voor de meeste schrijvers van Forum echter was de vorm ondergeschikt aan de persoonlijkheid van de kunstenaar.
Vanaf ongeveer 1933 werd de romantisch-vitalistische levensinstelling van Marsman geleidelijk klassieker. Hij begon te streven naar grotere helderheid en algemene geldigheid. Zijn gedichten verkrijgen een grotere symmetrie. De dichter blijft zoeken naar het ultieme vitale moment, maar zijn zware worsteling met de dood lijkt voorbij. Dood en vergankelijkheid blijven belangrijk, maar zij worden opgelost in een zinvol groter geheel. Ze zijn tegelijk tot 'naakte waarheden' geworden, die gemakkelijker onder het oog kunnen worden gezien, en dus hun plaats hebben gekregen. Welke? Dat is minder gemakkelijk onder woorden te brengen, maar duidelijk is wel dat de dood verwijst naar een betere werkelijkheid:
laat één ster, een onaanzienlijk teken

flonkren boven de armzaligheid

en opnieuw geloven wij in streken

voorbij ’t moeras van dezen lagen tijd.
De dichter zoekt nu steeds meer naar universele waarden. Hij gebruikt de (vitale) intensiteit van zijn beleving om tot een hogere orde te komen. Daarin worden dag en nacht, leven en dood (uiteindelijk) verenigd na een lange zoektocht met tal van klassieke motieven. Deze odyssee vindt zijn neerslag in Marsmans laatste bundel Tempel en Kruis.

## Prijzen
- 1927 · Prijs van Amsterdam voor Paradise regained
- 1936 · C.W. van der Hoogtprijs voor Porta Nigra

## Bibliografie

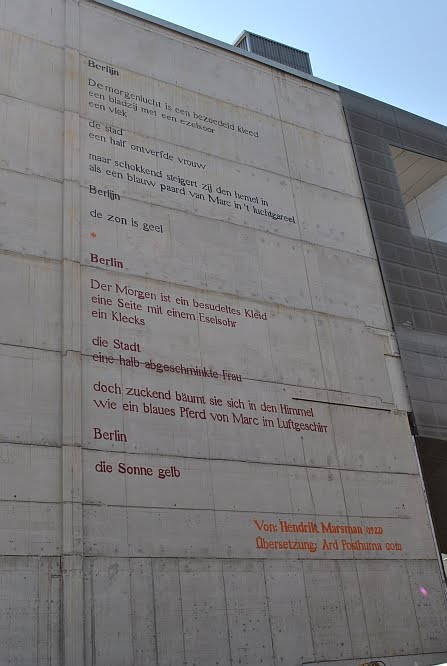
Gedicht Berlijn van Marsman als muurgedicht in Berlijn

## Secundaire literatuur

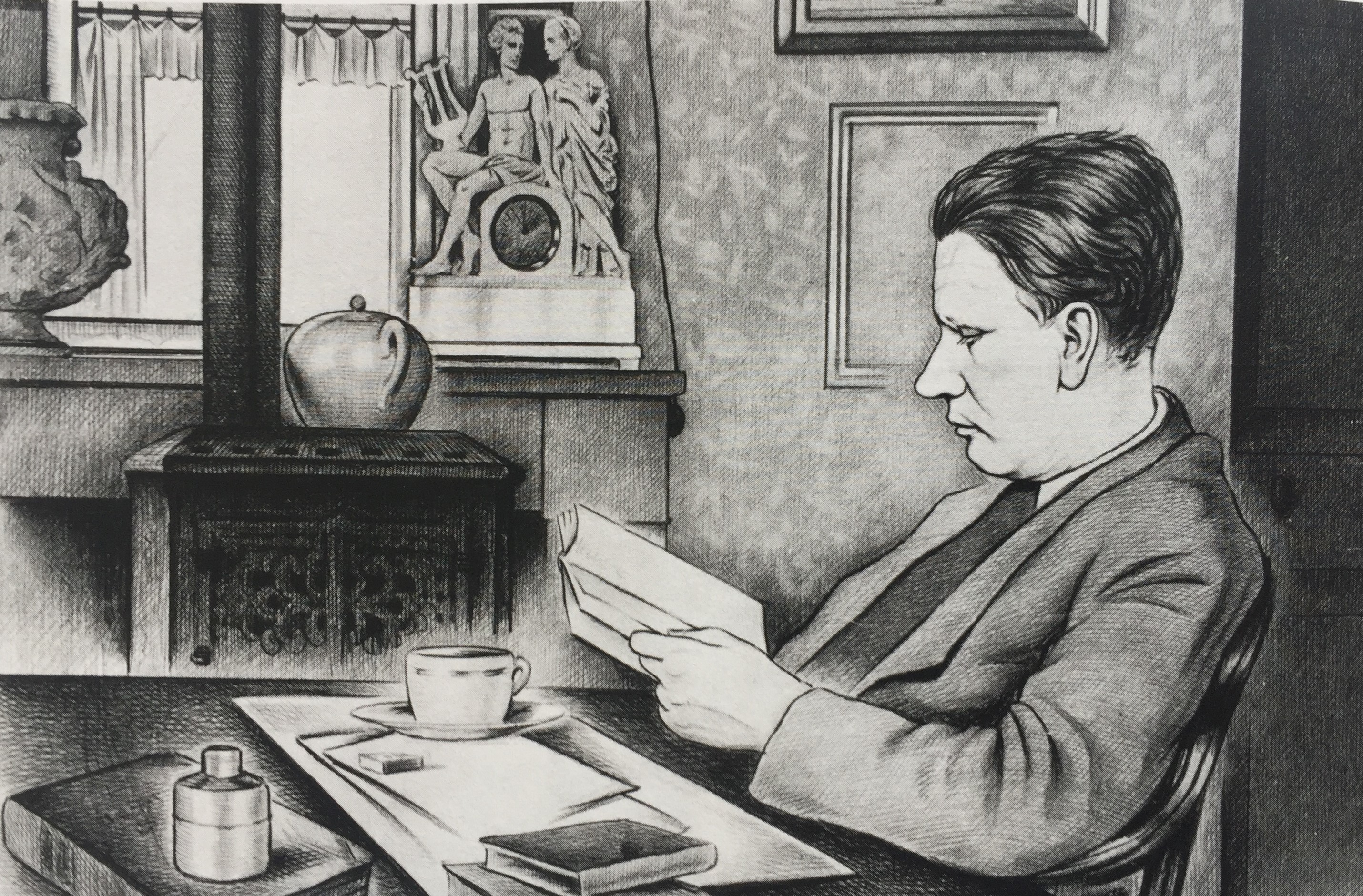
Hendrik Marsman, zittend aan zijn bureau door Paul Oscar Martin

- In memoriam H. Marsman, speciaal nummer van Criterium, september 1940. Herinneringen van Bertus Aafjes, Gerrit Achterberg, Martinus Nijhoff, Adriaan Roland Holst, Sander Stols, Simon Vestdijk en vele anderen
- D.A.M. Binnendijk e.a., In memoriam H. Marsman. Den Haag, A.A.M. Stols, 1945. Met bijdragen van o.a. Achterberg, Jan Engelman, Roland Holst en Vestdijk
- Arthur Lehning, De vriend van mijn jeugd. Herinneringen aan H. Marsman. Den Haag/Bandung, W. van Hoeve, 1954
- Arthur Lehning, Marsman en het expressionisme, Den Haag, Boucher, 1959. Herdrukt onder de titel De draad van Ariadne, essays en commentaren, Amsterdam, Polak & Van Gennep, 1966
- Jaap Goedegebuure, Op zoek naar een bezield verband. De literaire en maatschappelijke opvattingen van H. Marsman in de context van zijn tijd. Amsterdam, Van Oorschot, 1981. ISBN 90-282-0535-7 (twee delen, deel 1 ook verschenen als dissertatie)
- Jaap Goedegebuure, Zee, berg, rivier. Het leven van H. Marsman. Amsterdam/ Antwerpen, De Arbeiderspers, 1999
- Niels Bokhove & Arne Zuidhoek, De laatste levensdagen van H. Marsman - een kroniek, in De Utrechtse Boekhouder, tijdschrift voor Utrechts literair erfgoed nummer 13 (2015) 2, p. 1-11 & 34-36
- Niels Bokhove & Arne Zuidhoek, De laatste levensmaanden van H. Marsman - een kroniek (De Utrechtse Boekhoudpers, 13). Utrecht, Salon Saffier, 2021.